# NGC 1275
NGC 1275 (również Perseusz A, PGC 12429 lub UGC 2669) – galaktyka soczewkowata (S0), znajdująca się w gwiazdozbiorze Perseusza w odległości 230 milionów lat świetlnych. Została odkryta 17 października 1786 roku przez Williama Herschela. Galaktyka ta rozciąga się na przestrzeni około 100 000 lat świetlnych.

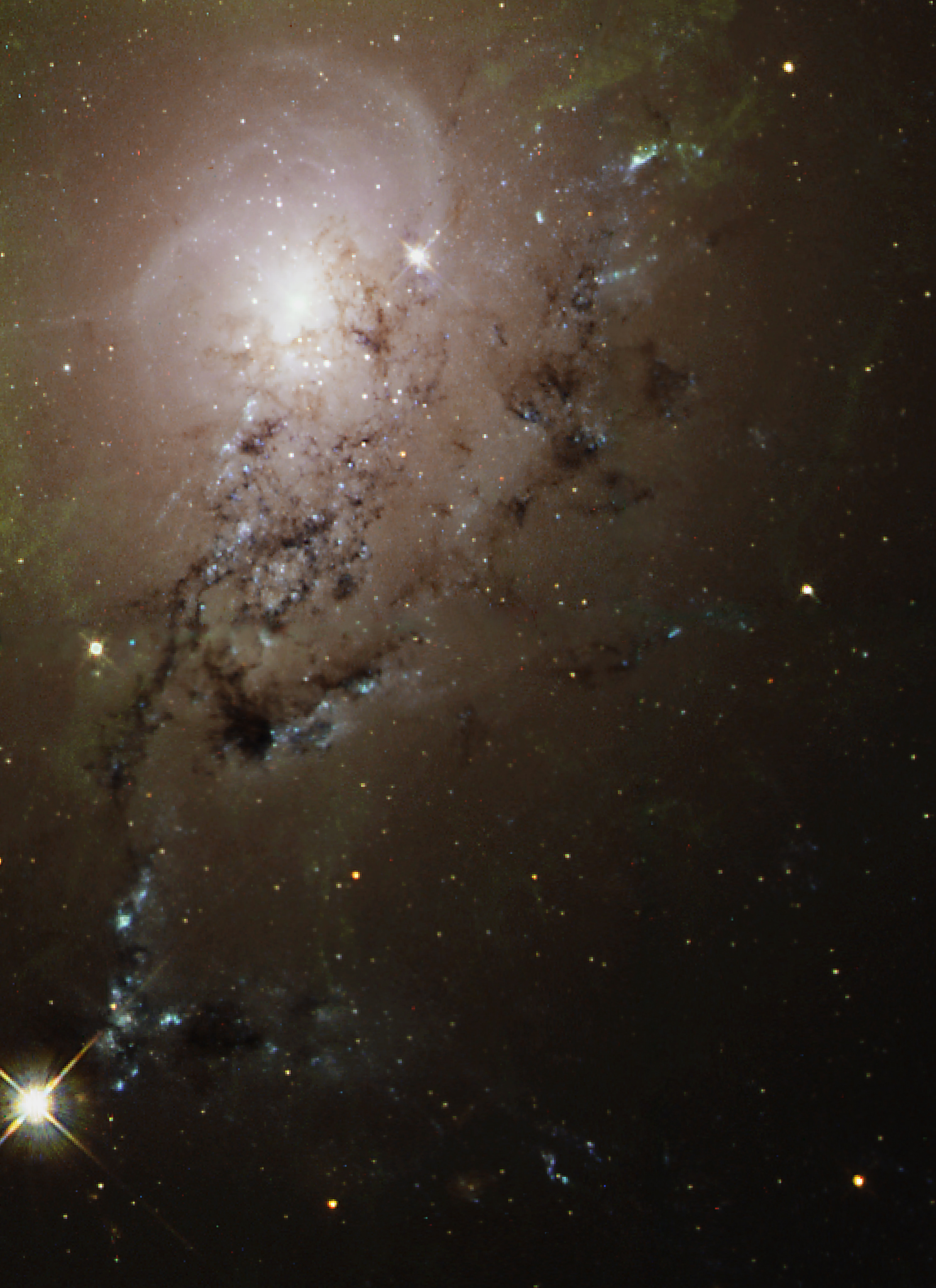
Zbliżenie centralnej części NGC 1275 (HST)

NGC 1275 jest galaktyką aktywną, zaliczaną do galaktyk Seyferta oraz radiogalaktyk typu FR I. Emituje także wysokoenergetyczne promieniowanie gamma, zaobserwowane przez teleskop Fermiego.
Galaktyka ta jest dominującym członkiem Gromady w Perseuszu.
W NGC 1275 zaobserwowano supernowe SN 1968A i SN 2005mz.